# Ferrari 296 GTB
El Ferrari 296 GTB es un automóvil superdeportivo híbrido eléctrico enchufable desarrollado y producido por el fabricante italiano Ferrari, que estaba programado para salir al mercado a partir de 2022.

## Presentación
Fue presentado vía web el 24 de junio de 2021. Cuenta con una nueva motorización bajo el cofre, que representa su nomenclatura de 2992 cm³ (3 litros) y seis cilindros, mientras que las siglas GTB se refieren a "Gran Turismo Berlinetta" . Es el reemplazo natural del F8 Tributo.

"El 296 GTB llega para crear un nuevo segmento en el linaje de los Cavallino Rampante. Si el SF90 fue diseñado para alcanzar el máximo rendimiento, el 296 GTB ha sido diseñado para el máximo placer de conducir. Esperamos que esto también nos ayude a atraer clientes que ahora no conducen un Ferrari. Es un proceso que comenzó hace un par de años. Estamos trabajando para hacer frente a la regulación y la tarea de reducir las emisiones..."
dijo: Enrico Galliera, director comercial y de mercadotecnia de Ferrari.

## Diseño

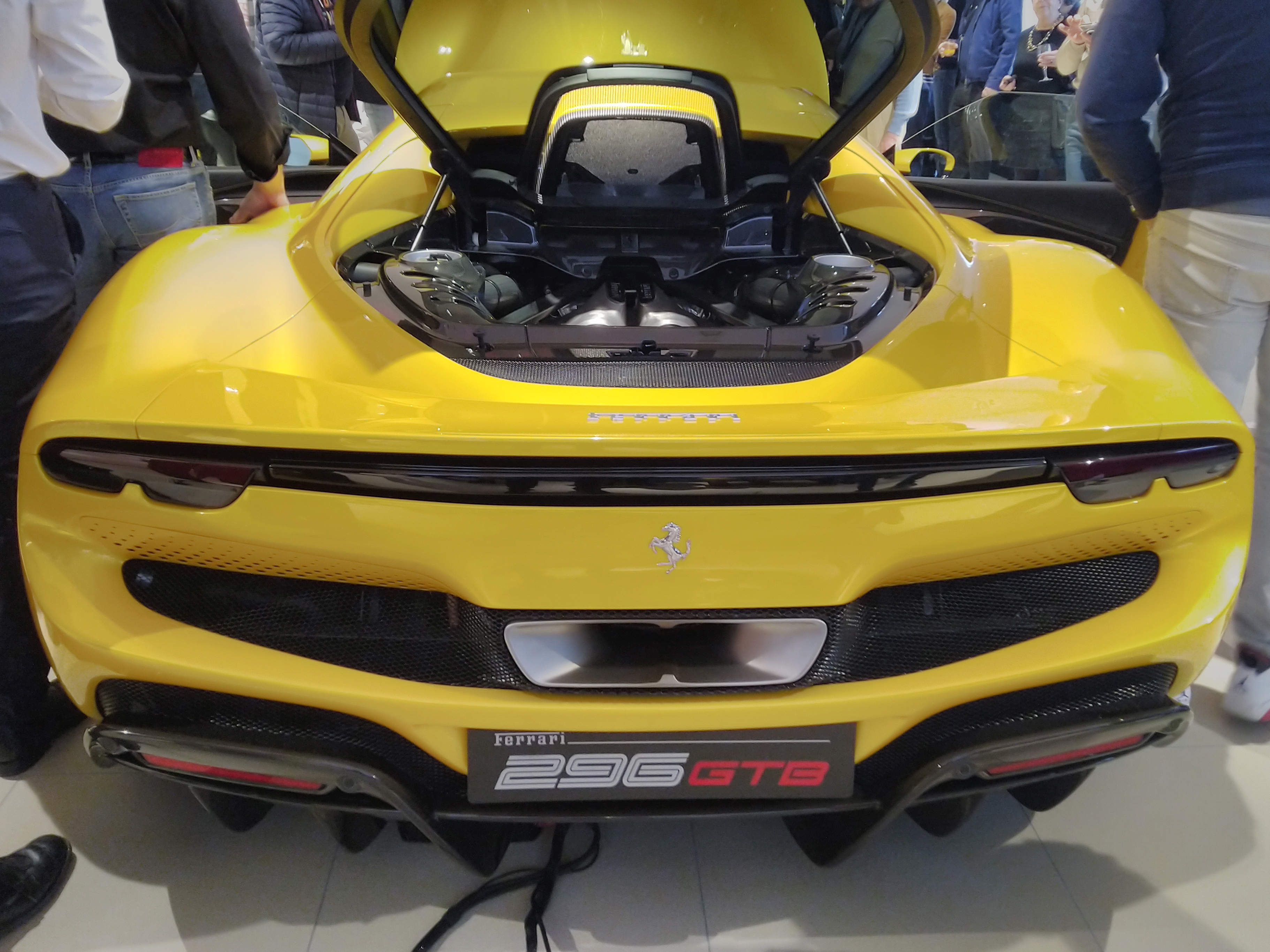
Vista trasera en una presentación en París en 2022.

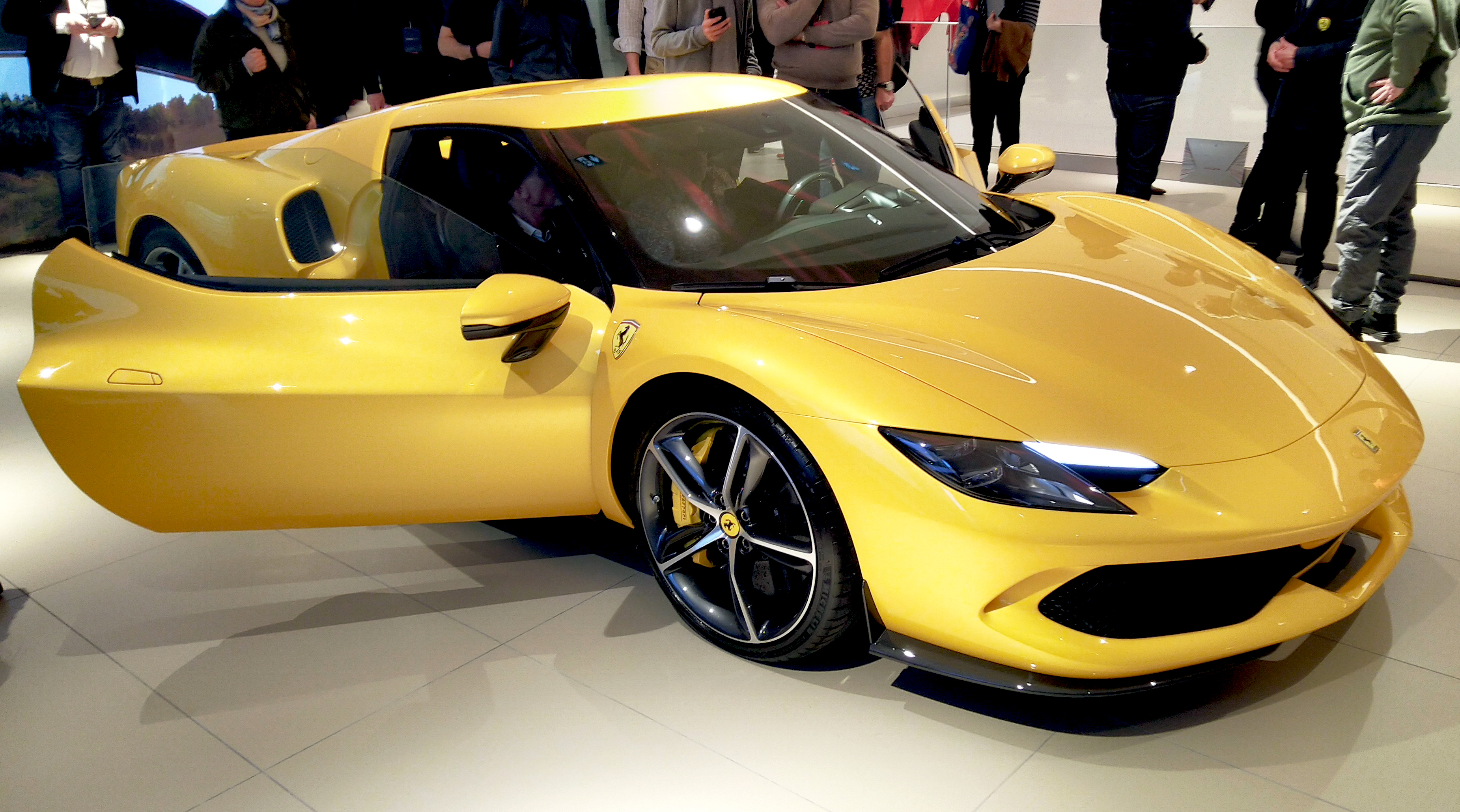
Con la puerta abierta.

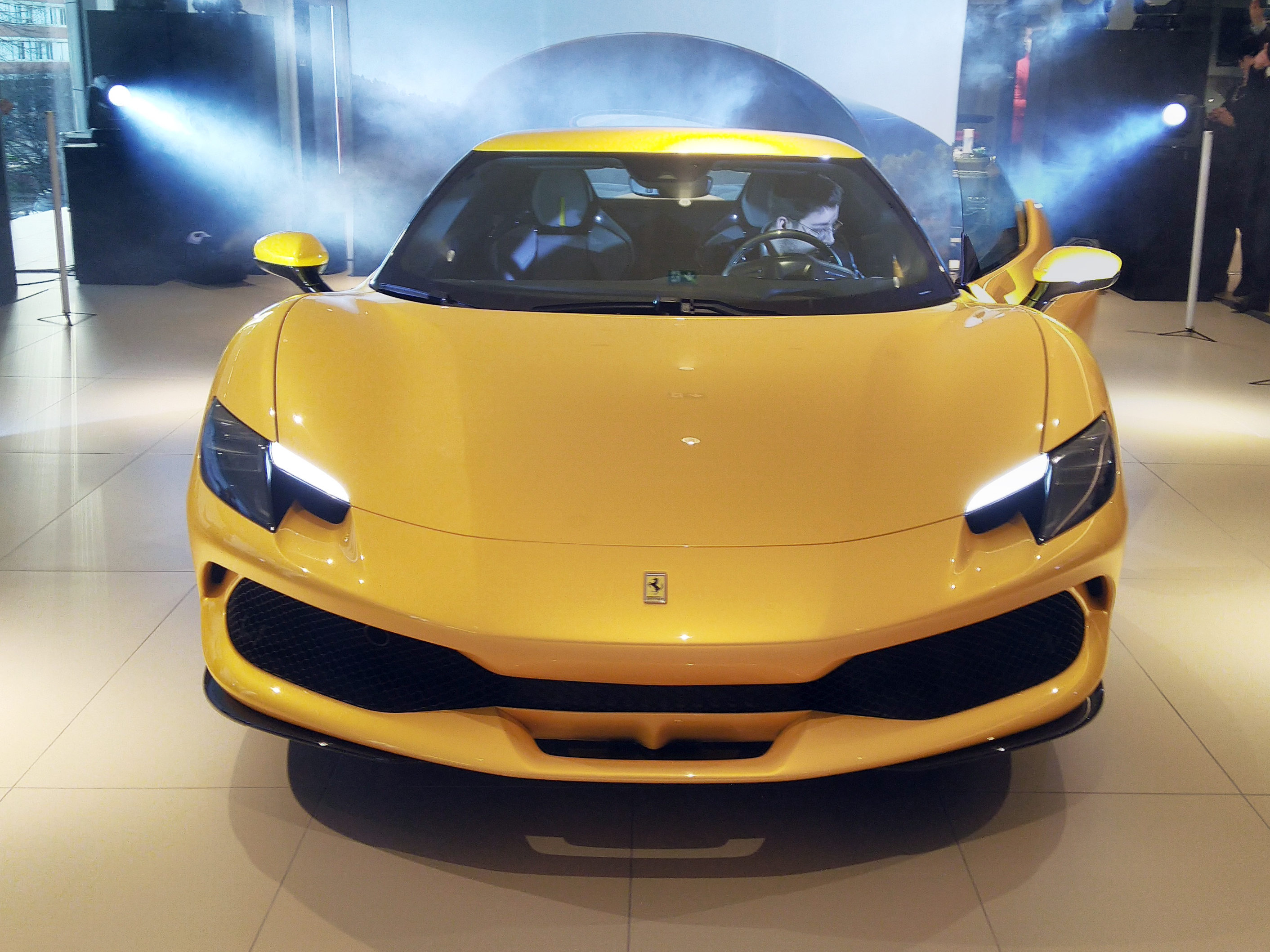
Vista frontal.

Está inspirado en el Ferrari 250 LM con un diseño muy estilizado y de líneas muy limpias, favoreciendo a la aerodinámica. Sus dimensiones son compactas, incluso es unos 50 mm (2 pulgadas) más corto que el F8 Tributo o el 488 GTB. Destacan la parte trasera y una sola salida central de escape, sin sacrificar el sonido de su motor V6 dispuesto en un ángulo de 120°.
Es una evolución del concepto berlinetta deportiva biplaza con motor central-trasero, es una revolución para la firma de Maranello. Redefine el garantizar la máxima emoción, no solamente cuando se buscan las máximas prestaciones, sino también para su uso diario.
Gracias a su corta distancia entre ejes y a su aspecto monolítico, es la berlinetta más compacta que ha construido el fabricante en la última década.
Parece surgir de solamente un trazo de lápiz, sin efectos ópticos de aclaración ni contrastes cromáticos. Tiene una identidad única, que reescribe las reglas mientras redescubre los principios de un diseño marcadamente italiano donde la limpieza de sus formas y sus uniones bien definidas acentúan la deportividad. Su modernidad encuentra referencias válidas en los coches de los años 1960 caracterizados por la simplicidad y la funcionalidad, como el 250 LM de 1963, que ha aportado notables elementos de inspiración como el corte del pilar "B", las salpicaderas traseras y la "coda tronca" o cola truncada.
Tiene unas dimensiones compactas, ya que mide 4565 mm (179,7 pulgadas) de largo por 1958 mm (77,1 pulgadas) de ancho y 1187 mm (46,7 pulgadas) de alto, con una distancia entre ejes de 2600 mm (102,4 pulgadas). Sus grupos ópticos en forma de lágrima van acompañados de dos gotas carenadas en la parte delantera y de un conducto de refrigeración para los frenos.
En la parte inferior aparece una gran entrada de aire que se extiende a lo ancho del vehículo, con una pequeña aleta suspendida en el centro que recuerda las soluciones adoptadas en la Fórmula 1. En la zaga destaca un arco de contrafuerte en forma de anillo, pintado en el color de la carrocería, que alberga la tapa de vidrio del compartimento del motor, un elemento horizontal que encierra los pilotos y el spoiler, además de una única salida de escape central, una defensa que se expande hacia arriba y un alerón central activo alojado en el compartimento de conexión de las luces traseras.
Los faros de led están inspirados en los del SF90 Stradale, con una firma luminosa específica. Está acompañado de unos pilares A de color negro que se funden entre las superficies acristaladas de la cabina. El techo descendente, los espejos retrovisores apoyados sobre las puertas o las grandes entradas de aire laterales son elementos característicos, así como l0s rines específicos de 20 pulgadas (50,8 cm) en diseño de cinco radios dobles. También tiene un gran difusor trasero, a lo que hay que añadir el alerón activo que genera hasta 360 kg (794 libras) de carga aerodinámica a 250 km/h (155 mph) y registra un peso de 1470 kg (3241 libras), es decir, solamente 35 kg (77 libras) más pesado que su predecesor, el F8 Tributo.

## Interior
En su interior se aprecia que el habitáculo presenta un diseño con cierto minimalismo con pocos botones, pero con un panel de instrumentos totalmente digital donde se proyecta prácticamente toda la información del coche a disposición del conductor y una segunda interfaz táctil destinada para el pasajero.
El Centro Stile Ferrari ha abandonado la típica disposición fastback y se ha centrado en el concepto de un habitáculo situado dentro de una poderosa volumetría, resultado de algunos elementos como las salpicaderas, el techo de visera, los arcos rampantes y una novedosa luneta vertical.
El concepto de diversión al volante o "fun to drive" tiene cinco indicadores:
1. Lateral: respuesta a los mandos del volante, sensación de reactividad de la parte trasera, facilidad de manejo.
2. Longitudinal: rapidez y constancia de la curva de respuesta al acelerador.
3. Cambios: tiempos de cambio, sensación de progresión de las marchas en cada cambio.
4. Frenado: tacto al pedal de freno, tanto en recorrido como en respuesta (eficacia y modulabilidad).
5. Sonido: nivel de calidad en el habitáculo y progresividad del sonido del motor al aumentar las revoluciones.[6]

Exhibe un habitáculo ambientado en volumen potente, que toma su inspiración del SF90 Stradale. Se han utilizado materiales de alta calidad, como tejidos técnicos y cuero italiano, con una interfaz totalmente digital. El volante multifunción en diseño de tres radios, integra algunos interruptores como la mayoría de modelos del fabricante, el cual presenta una serie de mandos táctiles y lo mismo ocurre con los dos satélites laterales, cada uno con su propia área táctil capacitiva y una salida de aire. En el lado del pasajero aparece una pantalla, de forma que puede participar activamente en la experiencia de conducción.
La consola central se ha minimizado, con algunos botones físicos y el logotipo de Ferrari. El tablero presenta formas esculpidas y en el lado del pasajero hay una segunda pantalla específica desde la cual puede visualizar alguna información relacionada con el vehículo, como las revoluciones o la velocidad. También hay una pareja de asientos deportivos terminados en una combinación en negro con detalles en rojo y acentos metálicos en los respaldos.

## Mecánica

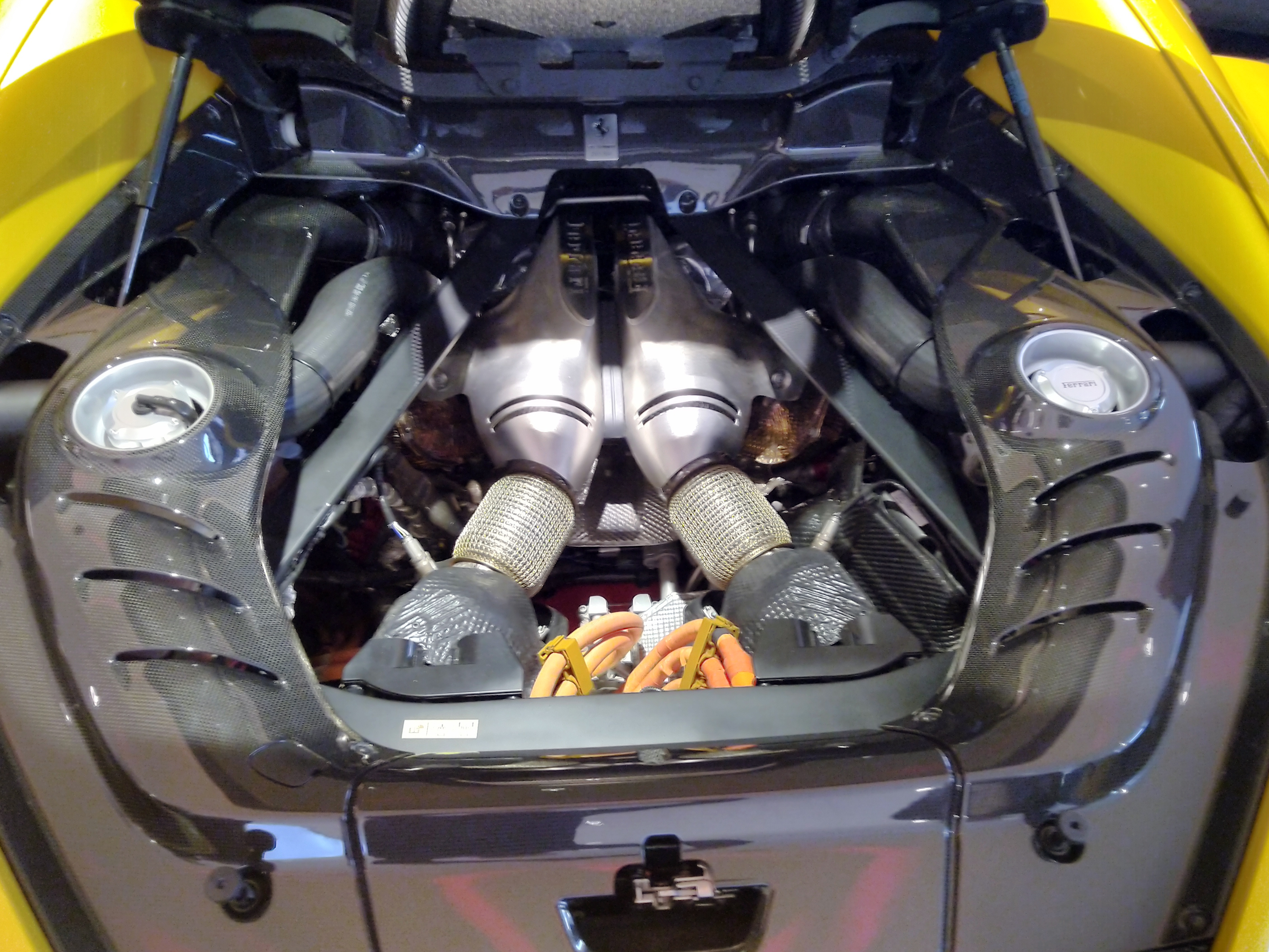
Vano motor.

Además de contar con turbocompresor, incorpora un motor eléctrico que de manera combinada entregan 830 CV (819 HP; 610 kW) a las 8000 rpm y 740 N·m (546 lb·pie) de par máximo, el cual está acoplado a una caja de cambios de doble embrague con ocho velocidades, que envía toda la potencia al eje trasero, con lo que es capaz de alcanzar los 100 km/h (62 mph) desde cero en 2.9 segundos a 200 km/h (124 mph) en 7.3 segundos; y una velocidad máxima de 330 km/h (205 mph). La batería está ubicada en el piso con una capacidad de 7,45 kWh (27 MJ), con la que le permite tener la capacidad de circular en modo 100% eléctrico hasta 25 km (15,5 millas).
Los valores de consumo de combustible y emisiones de CO2 de 149 g (5,3 onzas)/km, se han determinado en conformidad con el Reglamento Europeo (CE) 715/2007, en la versión vigente en el momento de la homologación y se refieren al ciclo WLTP. Su consumo de energía eléctrica es de 140 vatios-hora (504 kJ)/km. El turbocompresor en la "V" del bloque del motor mejora la gestión térmica del vano motor y de los componentes eléctricos. Hay un paradigma en la aerodinámica activa de los últimos años, ya que el 296 GTB, el uso de un dispositivo activo no está destinado a gestionar la resistencia al avance, sino a generar una carga adicional.
Su desarrollo dinámico tenía como objetivo aumentar y mejorar la usabilidad de las prestaciones y la configuración híbrida. Además, se han desarrollado nuevos componentes, tales como el actuador TMA y el sensor "body" ECS, o funciones como el controlador "ABS evo", junto con el estimador de agarre integrado en el EPS.
La conducción eléctrica en modo "eDrive" permite alcanzar una velocidad de  135 km/h (84 mph) sin ayuda del motor de combustión interna que entrega 663 CV (654 HP; 488 kW), mientras que en el modo "Hybrid" solamente apoya al motor eléctrico si se requieren mayores prestaciones. Las distancias de frenado en superficies secas se han reducido significativamente gracias al nuevo "ABS evo" y su integración con el nuevo Sensor Dinámico de Chasis de seis vías (6w-CDS), que también garantiza una mayor repetición de la acción de frenado. Cabe destacar el sistema "brake-by-wire" o freno por cable y la renovada pinza de frenos "Aero", junto con los amortiguadores magnetoreológicos SCM-Frs.
Cuenta con una unidad eléctrica que es capaz de entregar hasta 122 kW (166 CV; 164 HP). Marca un récord absoluto en un automóvil de serie en términos de potencia específica con sus 221,6 CV/litro.
Junto al motor térmico, un segundo motor eléctrico genera 315 N·m (232 lb·pie) de par máximo. Es capaz de recorrer el Circuito de Fiorano en un minuto y 21 segundos. Ofrece cuatro modos de conducción: eDrive, Hybrid, Performance y Qualify, freno regenerativo, así como el sistema "Side Slip Control" (SSC).

### Especificaciones
| Diámetro x carrera                    | 88 x 82 mm (3,46 x 3,23 pulgadas)                                                                               |
| Potencia máxima                       | Térmico: 663 CV (654 HP; 488 kW) @ 8000 rpm e-motor: 166 CV (164 HP; 122 kW) Combinado: 830 CV (819 HP; 610 kW) |
| Par máximo                            | e-motor: 315 N·m (232 lb·pie) Combinado: 740 N·m (546 lb·pie) @ 6250 rpm                                        |
| Límite de régimen (línea roja)        | 8500 rpm |
| Sistema de lubricación                | Cárter seco |
| Relación de compresión                | 9.4:1 |
| Relación peso a potencia              | 1,77 kg/cv |
| Distribución de peso                  | 40.5% delantero / 59.5% trasero                                                                                 |
| Capacidad del depósito de combustible | 65 litros (17,2 galAm)                                                                                          |
| Distancia de frenado                  | De 200 km/h (124 mph) a 0 en 107 m (351 pies)                                                                   |

## Variantes

### Assetto Fiorano
Se ofrecerá otra variante para entregar un rendimiento más deportivo, denominada "Assetto Fiorano" que, además de contar con una reducción de peso, tiene instalados amortiguadores Multimatic de competición derivados de las carreras GT con regulación fija, fibra de carbono por fuera y por dentro, algunos detalles estéticos en el exterior, una puesta a punto para su uso en circuito de carreras y neumáticos Michelin Pilot Sport Cup 2R Performance. Ambas versiones estarán listas durante los primeros meses de 2022.
Esta configuración incluye elementos aerodinámicos, entre los que destacan los apéndices en fibra de carbono con alta carga en la defensa delantera y el uso extensivo de materiales ligeros, tanto en el interior como en el exterior. La estructura de algunos componentes, incluido el panel de la puerta, se ha rediseñado por completo para reducir el peso global en más de 12 kg (26 libras). Además de la luneta trasera ultraligera de Lexan®, ofrece una librea inspirada en el 250 LM, que parte de la defensa delantera con un diseño que envuelve la parrilla central y perfila sus contornos, continuando primero por el cofre y luego longitudinalmente hasta el techo y el alerón trasero.

### 296 GTS
Básicamente es el mismo 296 GTB, pero con una carrocería spider, es decir, con un techo retráctil, el cual apenas tarda 14 segundos en abrirse o cerrarse, esto incluso a velocidades menores a los 45 km/h (28 mph). Por lo demás y las modificaciones que implica este tipo de carrocería, es prácticamente el mismo.
El interior continúa apostando por el minimalismo digital, con unas pantallas presentes en cabina, una para el cuadro de instrumentos y centro de infoentretenimiento, una más para el pasajero y dos muy pequeñas táctiles, ubicadas a manera de mandos en el volante. Lo que sí cambia son los asientos, los cuales recibieron un ligero rediseño y ajuste para obtener mayor comodidad y sujeción.
Por primera vez en la historia de la marca, existe un descapotable equipado con un V6.
También se tiene a disposición una versión o paquete denominado "Ferrari 296 GTS Assetto Fiorano", que es completo en términos de máximo rendimiento y que destaca por entregar mejores y mayores prestaciones aerodinámicas, elementos en fibra de carbono tanto al interior como al exterior, para una baja de peso considerable de hasta los 1540 kg (3395 libras) , por lo que el 296 GTS es 70 kg (154 libras) más pesado que el 296 GTB. Además presenta una configuración cromática inspirada en el 250 LM. Es probable que antes de finalizar 2022, esté disponible para su venta al público. La última evolución de la berlinetta spider biplaza, se estrenó en abril de 2022 como una redefinición del 296 GTB. El 296 GTS es un descapotable especial y único, pues es el primer deportivo sin techo en montar un seis cilindros en la historia de la firma de Maranello.
Estéticamente no hay cambios muy drásticos, más que los necesarios para hacerle hueco a un techo retráctil rígido que han bautizado como "RHT", que le otorga a la silueta un aspecto elegante y deportivo. La línea de separación entre la carrocería y el techo está por encima del pilar B. Como resultado, el techo plegable se divide en dos secciones que se pliegan al ras sobre la parte delantera del motor, manteniendo así las características de disipación térmica del compartimento del motor y el equilibrio del diseño general. Esto también permitió a los diseñadores introducir una ventana en la sección trasera de la cubierta del motor a través de la cual queda expuesto su V6. Cuando la capota está replegada, la cabina y la parte trasera están separadas por una luneta trasera de cristal ajustable en altura que garantiza una comodidad óptima para los pasajeros, incluso a altas velocidades.
La característica dominante de la arquitectura es el "puente aerodinámico". El efecto general es el de una cabina extremadamente compacta integrada sin esfuerzo con las alas y los flancos. La cabina se desarrolló en torno al nuevo concepto de una interfaz completamente digital. Esta disposición interior se nutre de la coherencia estilística de este último para sus formas. Mientras que con el SF90 Stradale los diseñadores querían resaltar la presencia de tecnología avanzada y subrayar una clara ruptura con el pasado, con el 296 GTS la idea era vestir esa tecnología con un efecto sofisticado. El resultado es una connotación minimalista caracterizada por la elegancia que, a nivel estético, refleja el diseño del exterior.
Otro aspecto a destacar es el trabajo realizado para poder seguir visualizando una parte del motor, algo que por regla general no era posible en las versiones cabrio. En esta ocasión se ha conseguido integrar un vidrio sobre parte del cofre trasero, de bastante menor tamaño que el empleado por la berlinetta, pero que todavía así permite exhibir parcialmente la mecánica.

## En competición

### 296 GT3

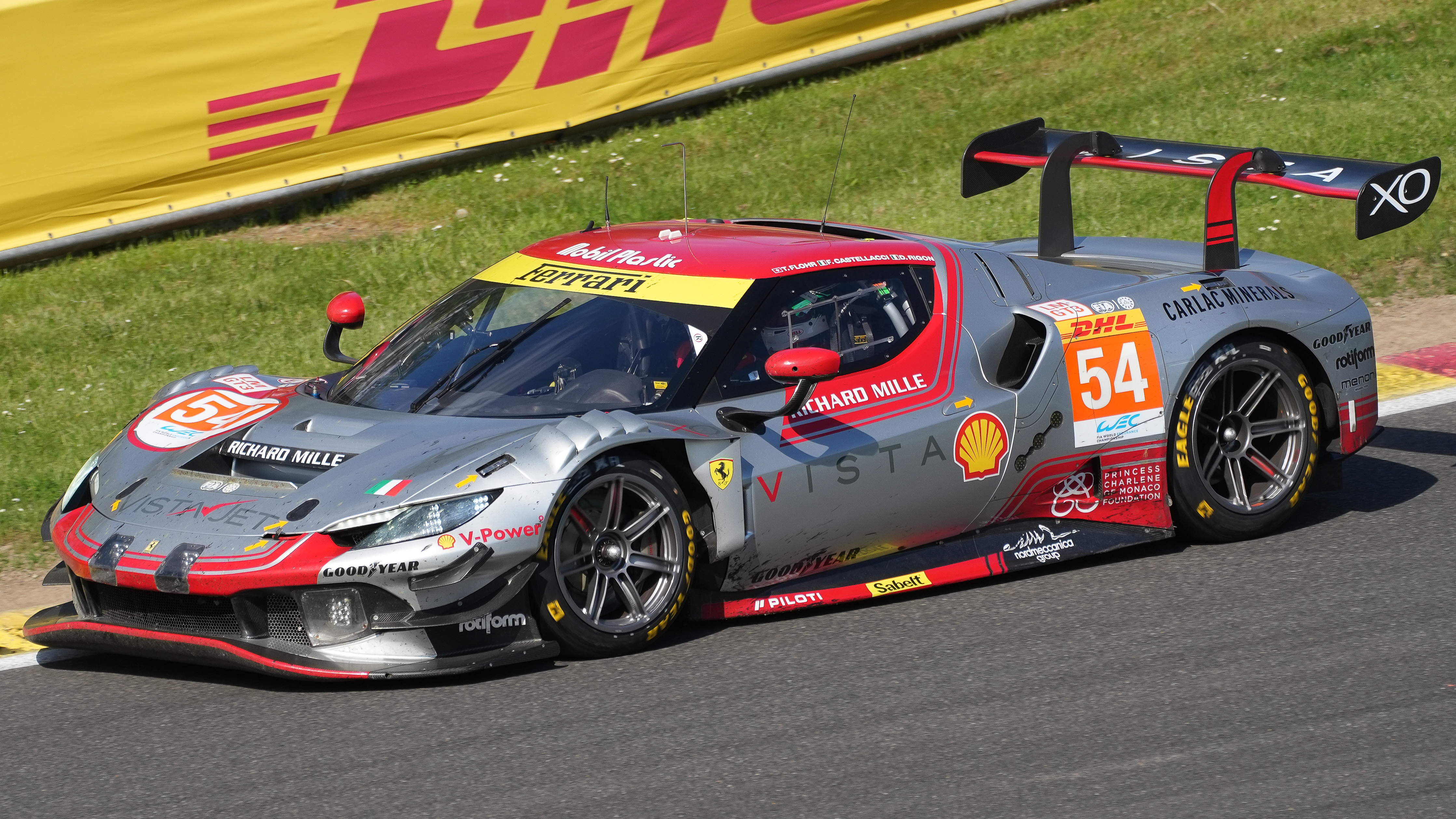
296 GT3 AF Corse #54 en las 6 Horas de Spa-Francorchamps de 2024.

Es una versión competición del nuevo 296 GTB, que tendrá la difícil tarea de tomar el relevo del 488 GT3, que ganó 107 títulos en sus configuraciones Evo de 2020, con 429 victorias en 770 salidas. El 488 GT3 es una de las berlinetas de mayor éxito en carreras de la marca, además de los éxitos de la versión GTE en el Campeonato del Mundo y en Le Mans. Sin embargo, el 488 GT3 ya no es de actualidad, ya que fue lanzado en 2016. Desde entonces, los rivales son cada vez más fuertes y tienen todos nuevos GT3, como el Porsche 911 RSR.
Con los importantes cambios que va a tener la categoría GT en 2024, será sustituido el 488. Los GT3 sustituirán a los costosos GTE en el Campeonato Mundial de Resistencia de la FIA y en las 24 Horas de Le Mans, con el auge de los GT3. Su montaje lo realizará Oreca en el sur de Francia, cerca del circuito de Castellet. De hecho, ya han comenzado a fabricarlo.
Una diferencia importante entre el 296 GTB y el GT3 es la ausencia del sistema híbrido en el GT3, ya que los reglamentos vigentes no permiten la ayuda de un motor eléctrico. Sin embargo, las bridas de potencia de la federación podrían hacer que la potencia del V6 sea inferior al modelo de serie. De todos modos, los valores de peso y carga aerodinámica serán muy diferentes a los del modelo de calle. Los primeros prototipos se estrenarán en los próximos meses, para comenzar el desarrollo en pista con vistas al debut previsto para la temporada 2023.
Presenta una carrocería ensanchada y rebajada, con un frontal repleto de aletines laterales, un splitter delantero que deja pasar el aire por el centro y, sobre todo, unos pasos de rueda con branquias, además de un alerón trasero de gran anchura en una zaga en la que se acompaña también de un difusor y una doble salida de escape bastante elevada, justo debajo de los pilotos traseros.
Aunque por las especificaciones de los campeonatos de GT3, no podrá tener el motor eléctrico, estará equipado solamente por el V6 biturbo, capaz de lograr 650 CV (641 HP; 478 kW). La diferencia está en un desarrollo aerodinámico que hace al automóvil de carreras, mucho más efectivo en sustento por efecto del aire, algo que se puede lograr también gracias a no tiene que utilizarse en rutas o calles, sino únicamente en circuitos. Los planes de desarrollo incluyen la puesta en pista en los meses posteriores a su presentación, por lo que se estima que para de fines de abril de 2022 estarían haciendo los primeros ensayos en Fiorano.
Su debut fue en el inicio de la temporada 2023 en las categorías de GT3 de diversos campeonatos y en la categoría norteamericana de IMSA. En cuanto al Campeonato Mundial de Resistencia de la FIA (WEC), el 296 GT3 debutó junto con la nueva categoría GT3 en 2024.

## En la cultura popular
A partir del 22 de julio de 2021 aparecía en el videojuego Fortnite: Battle Royale, que incluye algunas pruebas tales como: completar competición contrarreloj, alcanzar la velocidad máxima y atravesar la tormenta.